# 烏蘞莓
乌蔹莓（学名：Cayratia japonica），又名虎葛、母豬藤，为葡萄科乌蔹莓属的植物。分布于印度、缅甸、越南、菲律宾、印度尼西亚、澳大利亚、日本、台湾及中国大陆從陕西、河南、山东至南方的福建、广东、广西、海南及四川、贵州、云南等地，生长于海拔300米至2,500米的地区，常生于山谷林中及山坡灌丛。

## 延伸阅读
[在维基数据编辑]
 《欽定古今圖書集成·博物彙編·草木典·烏蘞苺部》，出自陈梦雷《古今圖書集成》
 《植物名實圖考·烏蘞苺》，出自吳其濬《植物名實圖考》